# Загородный (Саратовская область)
Загородный — посёлок в Краснокутском районе Саратовской области России, в составе городского поселения Муниципальное образование город Красный Кут. 

## География
Посёлок-спутник города Красный Кут. Расположен в 5,9 км от центра Красного Кута.

## История
На карте Краснокутского района Саратовской области территория современного посёлка обозначена в границах земель совхоза "Красный Кут". В 1984 году посёлок центральной усадьбы совхоза "Красный Кут" переименован в посёлок Загородный.

## Население
Динамика численности населения по годам:
| 1987 | 2002 |
| ---- | ---- |
| ≈860 | 1273 |

| 2002 | 2010  |
| ---- | ----- |
| 1275 | ↘1154 |

Национальный состав
Согласно результатам переписи 2002 года большинство населения составляли русские (81 %).